# Katarina Blom
Katarina Blom, född 13 september 1985 i Göteborg, är en svensk psykolog,  skådespelerska, författare och föreläsare. Hon medverkar i egenskap av psykolog i den amerikanska TV-serien The Gentle Art of Swedish Death Cleaning som produceras av NBC och sänds på Bravo TV. Serien baseras på en bok om döstädning och i den pratar hon med vanliga amerikaner om att släppa taget om sina ägodelar och att vårda sina sociala relationer inför att de ska dö.
Katarina Blom har även medverkat i TV4 Nyhetsmorgon, Sveriges Radio och Framgångspodden, då i egenskap av sin roll som lyckopsykolog.